# Bessie Coleman
Pour les articles homonymes, voir Coleman.
Bessie Coleman (née le 26 janvier 1892 à Atlanta, Texas et morte le 30 avril 1926 à Jacksonville, Floride) est une aviatrice américaine. Elle est la première femme noire au monde à pouvoir piloter et la première personne d'origine afro-américaine et amérindienne à détenir une licence de pilote qu'elle obtient en 1921.
Dans un pays très marqué à cette époque par la ségrégation raciale, aucune école de pilotage n'accepte d'enseigner à Bessie Coleman les bases du pilotage. Elle apprend à piloter en France, à l'École de pilotage Caudron du Crotoy. De retour aux États-Unis, elle devient un phénomène médiatique et participe à de nombreux spectacles aériens.
Elle trouve la mort au cours de la préparation de l'un de ces spectacles à Jacksonville en Floride. Souhaitant observer le terrain depuis les airs, elle ne s'attache pas. À la suite d'une vrille précédant le crash de son appareil, elle est éjectée de l'appareil et s'écrase au sol.

## Biographie

### Enfance
Dixième d'une fratrie de treize enfants, Bessie Coleman naît le 26 janvier 1892 à Atlanta dans le Texas. Ses parents, George et Susan Coleman, se sont installés dans cette ville pour répondre aux besoins de main-d'œuvre de l'industrie du coton. Lui est métis, ayant trois grands-parents choctaw ou cherokee et un grand-parent noir ; elle est noire. Peu après sa naissance, les Coleman partent s'installer à Waxahachie, à une cinquantaine de kilomètres au sud de Dallas, là où les perspectives de développement et d'emploi sont plus attrayantes.
En 1901, son père décide de quitter le Texas, ne supportant plus la ségrégation raciale instaurée par les lois Jim Crow, sa condition de Noir étant aggravée par ses origines amérindiennes. Il décide de se rendre dans l'Oklahoma, alors dénommé Territoire indien, d'où sa famille est originaire et où la pleine citoyenneté est accordée aux descendants d'Amérindiens, mais Susan refuse de le suivre. Peu après, deux des frères de Bessie Coleman quittent à leur tour le foyer familial. John, âgé de 15 ans part rejoindre son frère plus âgé, Walter, à Chicago où il travaille comme bagagiste chez Pullman et Isaiah part s'installer au Canada et devient un fermier prospère.

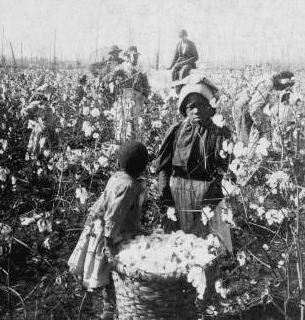
Récolte du coton aux États-Unis, vers 1900.

Susan Coleman élève alors seule ses quatre petites filles, Bessie, Elois (née en 1894), Nilus (née en 1896) et Georgia (née en 1898) et est embauchée comme cuisinière par un couple de Blancs, Mr. et Mrs. Jones, qui lui viennent en aide matériellement. Lorsque sa mère travaille chez les Jones, Bessie s'occupe des tâches ménagères à la maison, fait la baby-sitter pour ses petites sœurs et manque de ce fait régulièrement l'école. Quand vient l'été, les Coleman comme l'ensemble de la population noire de la région participent à la récolte du coton et les écoles pour Noirs sont fermées tant que dure la récolte. Afin d'échapper au travail dans les champs de coton, Bessie envisage de poursuivre des études supérieures. En 1910, après avoir mis de l'argent de côté, elle part pour Langston dans l'Oklahoma et s'inscrit en classe préparatoire à la Colored Agricultural and Normal University mais ses économies s'avèrent insuffisantes et après moins d'un an passé à Langston, elle doit retourner à Waxahachie où elle travaille comme blanchisseuse. Encouragée par sa mère et assurée de l'assistance que pourra lui apporter son frère Walter, elle décide en 1915 de partir pour Chicago.

### Vie à Chicago
Arrivée à Chicago, elle s'installe chez son frère Walter qui vit là avec son épouse, en cohabitation avec son autre frère John et sa femme puis se fait employer comme manucure. Parmi ses clients figurent Robert Sengstacke Abbott, fondateur et éditeur du Chicago Defender qui défend la cause des Noirs et Jesse Binga (en), promoteur immobilier et banquier qui influenceront tous deux sa carrière.
Le 30 janvier 1917, elle épouse Claude Glenn, un ami de son frère Walter de quatorze ans son aîné mais les circonstances qui entourent le mariage de Bessie Coleman sont confuses car lorsqu'elle choisit de quitter le logement de son frère pour s'installer dans son propre appartement, il semblerait que son époux n'y ait jamais véritablement vécu. Même auprès du reste de sa famille, la relation qu'ils entretiennent n'est pas claire ; elle ne montre pour lui aucune preuve d'attirance physique et les deux nièces de Bessie qui ont vécu chez elle à Chicago n'ont jamais suspecté que l'homme qu'elles appelaient Uncle Claude puisse avoir été autre chose qu'un ami de la famille. Il est possible que Bessie trouvait en Claude Glenn l'ami dont elle avait besoin et que cette amitié lui suffisait.
Lorsque les États-Unis entrent en guerre aux côtés des Alliés durant la Première Guerre mondiale, Walter et John sont incorporés dans le corps de l'armée et participent aux combats sur le sol de France. Bessie Coleman découvre alors dans la presse les exploits des aviateurs français et américains dont notamment Eugene Bullard, premier pilote de chasse afro-américain, qui la fascine.
Après le retour de ses frères, elle s'intéresse de plus en plus à l'aviation et souhaite concrétiser son rêve d'apprendre à piloter et de mettre sa réussite au service de la communauté noire. À Chicago cependant, comme partout ailleurs aux États-Unis, aucune école de pilotage n'accepte de recevoir d'élève afro-américain, encore moins lorsqu'il s'agit d'une femme. Bessie Coleman décide alors de faire part de son projet à Robert S. Abbott. Ce dernier lui conseille d'aller apprendre en France où dit-il, « les Noirs américains sont cordialement reçus et traités comme toute autre personne. » Il l'encourage alors à apprendre le français et à économiser puis s'engage à l'aider à trouver une école de pilotage en France. Elle prend alors des cours de français à l'école Berlitz de Chicago mais ses économies sont encore loin de pouvoir financer son projet. Jesse Binga, qui est aussi un ami de Robert S. Abbott, lui propose de lui venir en aide.

### Apprentissage en France

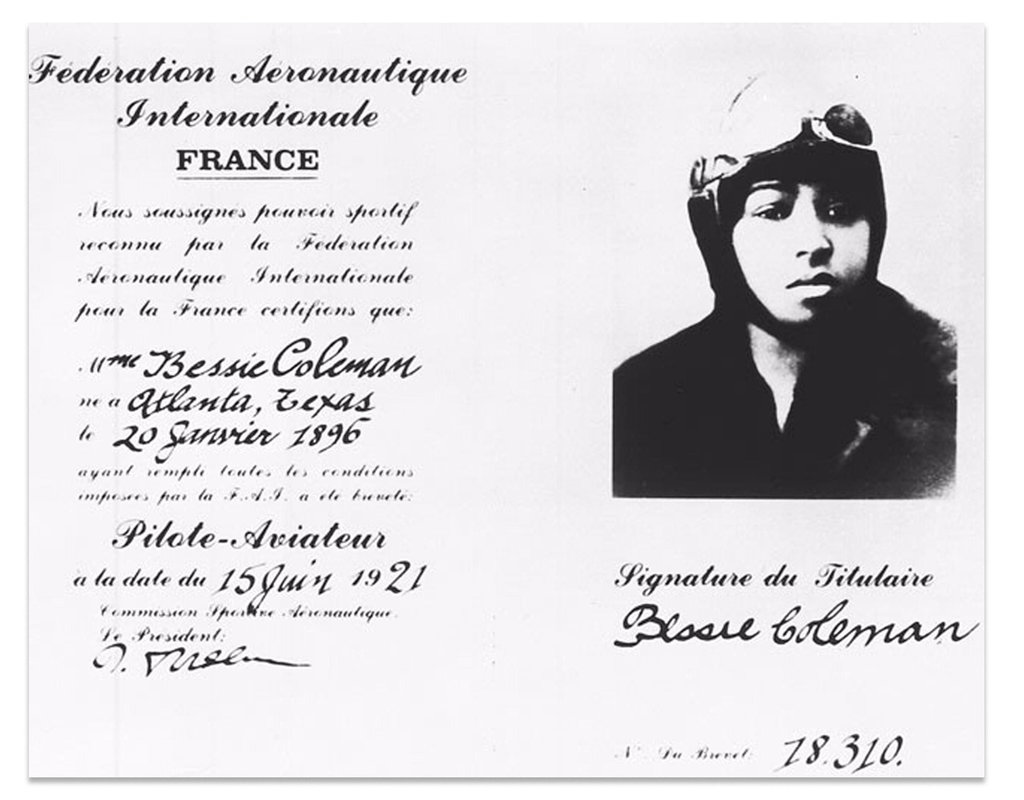
Licence d'aviation de Bessie Coleman. La date de naissance indiquée est le 20 janvier 1896, soit quatre ans de moins que son âge réel.

Bessie Coleman embarque pour Paris le 20 novembre 1920. Elle cherche à s'inscrire dans une école de pilotage de la région parisienne mais celle-ci refuse temporairement toute nouvelle inscription de femmes car deux femmes viennent de se tuer alors qu'elles apprenaient à piloter. Elle se rend alors en Picardie et s'inscrit à l'École de pilotage Caudron du Crotoy, la plage servant de piste de décollage et d'atterrissage. Elle apprend à piloter sur un biplan Nieuport Type 82 à double commandes, un modèle fréquemment utilisé en France à l'époque pour l'apprentissage des jeunes pilotes. Après sept mois d'entraînement, elle obtient la licence internationale de pilote de la Fédération aéronautique internationale le 15 juin 1921, devenant ainsi non seulement la première femme noire pilote mais également la première personne d'origine afro-américaine à obtenir cette certification. Déterminée à améliorer ses compétences, Coleman passe les deux mois suivants à prendre des leçons auprès d'un as français près de Paris et le 16 septembre 1921, elle embarque pour New York.

### Retour aux États-Unis
À son arrivée à New York, la presse américaine, tant noire que blanche, salue sa réussite. Avant de retourner à Chicago, elle est l'invitée d'honneur d'une représentation de Shuffle Along, une comédie musicale entièrement jouée par des acteurs noirs qui triomphe à Broadway. À la fin de la représentation, lorsque Bessie Coleman apparaît sur scène pour recevoir une coupe en argent sur laquelle sont gravés les noms des acteurs, elle est ovationnée par toute l'assistance, Blancs et Noirs réunis.

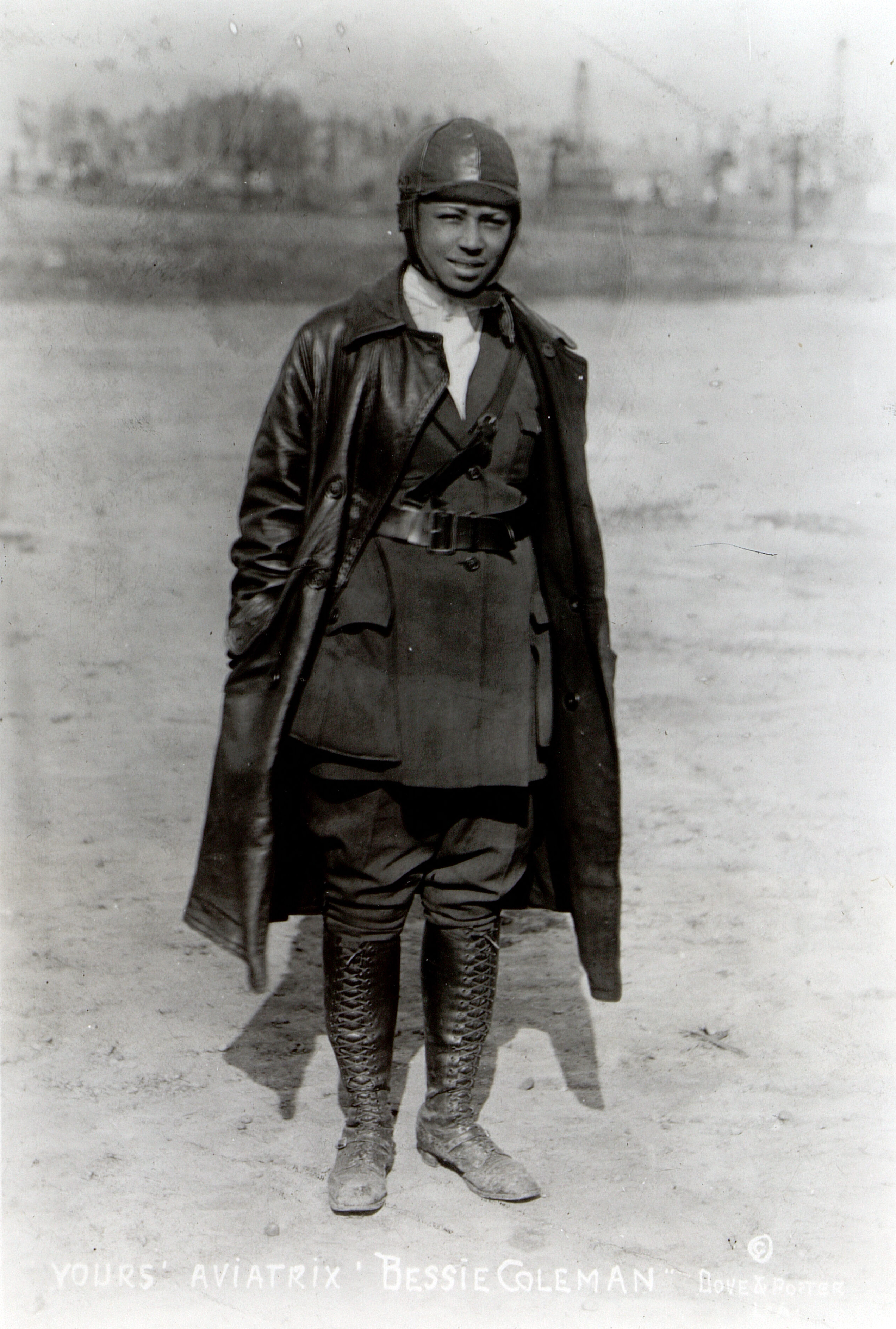
Bessie Coleman, vers 1922.

De retour chez elle à Chicago, elle est interviewée par un reporter du Chicago Defender et fait un récit complet de son séjour passé en France. Lorsqu'on lui demande pourquoi elle a voulu apprendre à voler, elle déclare « Il faut que nous ayons des aviateurs si nous voulons être en phase avec notre époque. Je ne pourrai jamais être satisfaite tant que nous n'aurons pas des hommes de notre race qui sauront voler. Savez-vous que vous avez jamais vécu tant que vous n'avez pas volé ? Bien sûr il faut du courage, des nerfs et de l'ambition mais je suis ravie de savoir que nous avons des hommes en bonne condition physique ; ce qu'il faut maintenant, ce sont des hommes qui n'ont pas peur de la mort. » Elle annonce également qu'elle a commandé un chasseur Nieuport équipé d'un moteur de 130 chevaux avec lequel elle souhaite se produire dans des spectacles aériens en Amérique et dans d'autres pays. L'avion qu'elle prétend avoir commandé ne sera jamais livré. Comme d'autres de ses collègues pionniers de l'aviation, Bessie est encline à l'exagération et tout ce qu'elle raconte n'est pas forcément vrai. Alors que les vols commerciaux ne sont pas encore d'actualité, elle sait que le seul moyen de gagner sa vie dans l'aviation est de se produire dans des spectacles aériens et que pour se faire connaître, elle doit se servir de la presse en racontant des histoires sensationnelles.
Elle réalise rapidement qu'il est difficile pour un pilote de gagner sa vie. Beaucoup d'entre eux deviennent barnstormers dans des cirques aériens, voyageant de ville en ville et se livrant à des acrobaties périlleuses au risque de leur vie. Malgré sa licence de pilote, elle a conscience qu'elle n'a pas les qualifications nécessaires pour intégrer l'un de ces cirques aériens et qu'elle doit prendre de nouvelles leçons pour développer son habileté en vol et accroître son éventail de figures aériennes. De nouveau cependant, personne à Chicago ne souhaite la prendre comme élève et elle doit retourner en France pour se perfectionner. Elle quitte New York le 22 février 1922 à bord du Paris à destination du Havre.

### Voyage en Europe
Arrivée au Havre le 28 février, Bessie Coleman se rend à Paris où elle passe environ deux mois à prendre des cours avancés de pilotage. Souhaitant rencontrer l'avionneur Anthony Fokker, elle obtient le 24 avril un visa pour les Pays-Bas où celui-ci est installé depuis la fin de la Première Guerre mondiale. Il la reçoit, lui fait visiter sa fabrique et lui propose de voler sur plusieurs de ses appareils. Le 24 mai 1922, elle quitte Amsterdam pour se rendre en Allemagne où elle reste dix semaines. À Berlin, elle fait la connaissance de plusieurs aviateurs dont Robert Thelen (de) qui lui donne d'autres leçons de pilotage avancé et se fait filmer par Pathé News, d'abord à côté de son avion puis survolant le palais de l'empereur vaincu. La première semaine d'août, elle quitte Berlin et se rend de nouveau à Amsterdam où elle embarque pour rentrer aux États-Unis.

### Carrière aux États-Unis
Lorsqu'elle arrive à New York le 13 août 1922, de nombreux reporters l'attendent pour l'interviewer. De nouveau, elle embellit son parcours afin de donner d'elle l'image d'une jeune femme audacieuse et pleine de charisme. Il ne fait aucun doute que certains de ses récits sont vrais mais certains sont contradictoires ou proches de la pure invention. Dans certains interviews par exemple, elle ajoute l'Angleterre, la Belgique et la Suisse à la liste des pays visités alors que son passeport n'en fait pas mention et continue de donner son âge comme étant 24 ans alors qu'elle en a déjà 30. Elle annonce également qu'elle attend la livraison d'une douzaine d'avions Fokker qu'elle a commandés dans le but d'ouvrir une école d'aviation mais ceux-ci n'arriveront jamais.
Espérant tirer profit de la notoriété nouvelle de sa protégée, le Chicago Defender organise un spectacle aérien à New York dont Bessie Coleman sera la vedette. Initialement prévu le 27 août, il sera finalement reporté au 3 septembre à cause de la pluie. Elle est ensuite invitée à voler pour le Negro Tri-State Fair à Memphis, puis à Chicago. Pour ce meeting aérien dont la publicité est encore assurée par le Chicago Defender, « Queen Bess » comme on la surnomme désormais s'est inspirée des as de la Grande Guerre pour l'élaboration de son programme et au cours d'un second vol, elle dessine un huit avec son appareil rendant ainsi hommage au 8e Régiment d'infanterie de l'Illinois. Sa mère, ses sœurs Georgia, Elois et Nilus, plusieurs de ses nièces ainsi que son neveu Arthur Freeman assistent au spectacle. Ce dernier, alors âgé de huit ans, restera profondément marqué par la performance aérienne de sa tante et deviendra plus tard pilote à son tour.
Avec sa notoriété grandissante, le cinéma commence à s'intéresser à elle et J. A. Jackson, chroniqueur au Billboard et manager auto-proclamé de Bessie Coleman la met en relation avec le scénariste Jesse A. Shipp (en) et le réalisateur Leigh Whipper pour tourner dans un film qui doit s'intituler Shadow and Sunshine et dont le tournage doit débuter à la mi-octobre. Lorsqu'elle apprend que pour la première scène elle doit apparaître en haillons, une canne à la main et un sac sur le dos pour incarner une jeune femme un peu bécasse fraîchement arrivée à New York, elle quitte le tournage, refusant de servir les clichés de la pauvre petite fille noire venue du Sud pour rejoindre le Nord.

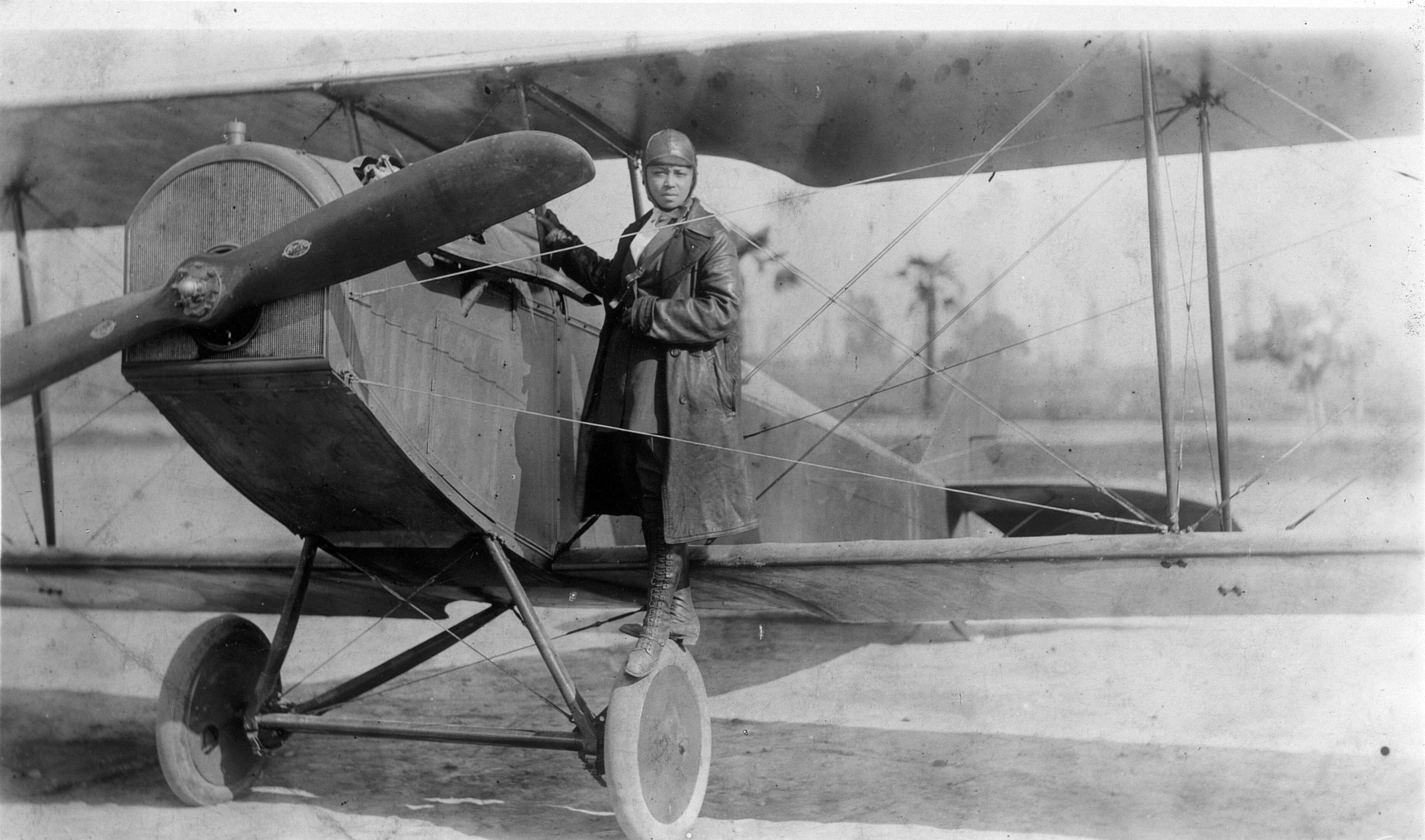
Bessie Coleman et son Curtiss JN-4 « Jenny ».

Désormais, elle n'a plus qu'une seule idée en tête : ouvrir une école de pilotage mais elle a quitté New York sans aucun contrat ni sponsor et ne possède encore aucun appareil. Elle établit ses bureaux à Chicago mais pour mener à bien son projet, il lui faut encore faire l'acquisition d'un appareil, trouver un hangar pour y ranger son avion et y effectuer les opérations de maintenance et surtout obtenir des fonds. La rencontre avec Robert Paul Sachs, un Afro-Américain qui souhaite apprendre à piloter va constituer une sérieuse avancée. Il est directeur de publicité de la Coast Tire and Rubber Company, une firme californienne spécialisée dans les pneumatiques et Bessie a l'idée de diffuser par la voie des airs des prospectus vantant les mérites de la marque en échange d'une rémunération qui lui permettrait d'acheter un appareil. Elle se rend donc à Oakland en Californie, visite la fabrique de pneus de la Coast Tire and Rubber Company puis se fait photographier en tenue d'aviatrice devant un pneu imposant afin d'obtenir une image qui servira à illustrer les prospectus destinés à être répandus dans les airs. Avec l'argent que lui a rapporté cette campagne publicitaire, elle part pour Los Angeles où elle fait l'acquisition pour 400 $ d'un Curtiss JN-4 dans les surplus de l'armée américaine.

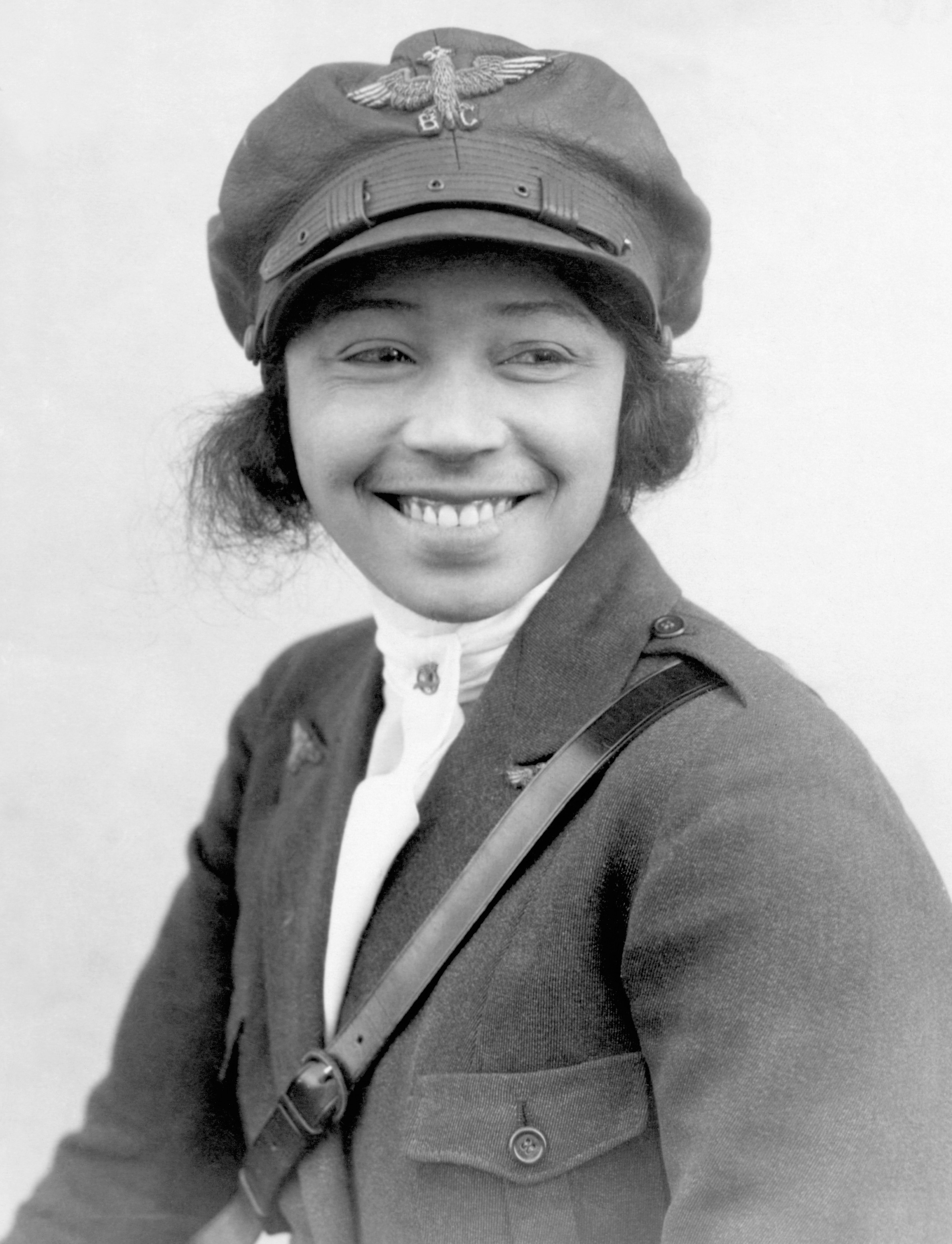
Bessie Coleman en 1923.

Le 4 février 1923, elle est invitée à se produire devant une foule de 10 000 personnes pour l'inauguration d'un parc d'attractions à Palomar Park, près de Slauson Avenue à Los Angeles mais peu après son décollage de Santa Monica, son moteur cale alors qu'elle se trouve à 300 pieds (90 m). Son avion se met alors à piquer du nez et s'écrase. Le personnel de l'aérodrome se précipite vers la carcasse de l'appareil et en ressort le corps apparemment sans vie de Bessie Coleman. En fait, elle est seulement inconsciente et le médecin qui lui prodigue les premiers soins sur les lieux de l'accident annonce qu'elle a une jambe cassée, plusieurs côtes brisées et des coupures autour des yeux et au menton. Lorsqu'elle reprend conscience, elle supplie le médecin de faire ce qu'il faut pour qu'elle puisse continuer son spectacle aérien mais ce dernier refuse et elle est transférée à l'hôpital Sainte-Catherine de Santa Monica. La foule qui attend l'arrivée de Bessie Coleman réagit de manière peu habituelle à l'annonce de l'accident puisqu'au lieu d'exprimer de la compassion pour l'aviatrice, les spectateurs demandent à être remboursés et accusent Bessie et ses managers d'avoir monté une escroquerie. Près de trois mois après son accident, Bessie Coleman quitte l'hôpital mais elle a perdu son seul et unique appareil et même si elle a réussi à obtenir quelques fonds grâce à des appels lancés dans des journaux et à une souscription, elle est encore loin de pouvoir ouvrir son école de pilotage.
En juin de cette même année, elle retourne à Chicago mais sans avion ni contrat en vue, sa carrière d'aviatrice est de nouveau mise à mal. Ce n'est qu'en mai 1925 qu'un nouveau départ se profile pour elle avec une série de conférences et de vols programmés au Texas. Elle s'installe à Houston où elle effectue un premier vol le 19 juin 1925, puis poursuit sa tournée à Richmond, San Antonio, Galveston avant de partir à Dallas pour donner une conférence. Elle profite de son passage à Dallas pour se rendre à Love Field, un terrain d'aviation situé à quelques kilomètres de la ville, dans l'espoir de trouver un avion d'occasion. Elle arrête son choix sur un Curtiss mais ne peut repartir avec, le vendeur demandant à ce qu'il soit payé en intégralité, ce que les moyens de Bessie ne permettent pas. Le 5 septembre, elle se produit à Wharton mais la foule est quelque peu déçue car la parachutiste qui était programmée ce jour-là n'a pas osé sauter. Un autre vol étant prévu le lendemain, Bessie Coleman décide d'assurer elle-même le saut en parachute afin de respecter le contrat. Après un autre show à Waxahachie, elle se produit à Austin où elle est reçue par Miriam Ferguson, première femme gouverneur du Texas.
Elle revient pour un temps à Chicago avant de repartir pour donner une série de conférences en Géorgie et en Floride. Au cours de ces conférences, Bessie Coleman diffuse les films de ses vols, notamment celui qui a été tourné en Allemagne, et encourage les personnes afro-américaines à suivre son exemple, affirmant que sa grande ambition est de « faire de la case de l'oncle Tom un hangar en créant une école d'aviation. » À Orlando, elle rencontre un couple de militants pour les droits civiques, le révérend Hezakiah Keith Hill et son épouse Viola qui la prennent sous leur protection, convaincus que le message de Bessie doit être entendu par les Afro-Américains d'Orlando. Plus tard, elle fait également la rencontre d'Edwin M. Beeman, fils du millionnaire Harry L. Beeman, fabricant des chewing-gums Beemans. Fasciné par l'aviation et les aviateurs, il lui apporte l'argent nécessaire pour conclure l'achat du Curtiss qu'elle a réservé à Love Field l'été précédent et le fait acheminer à Jacksonville où Bessie doit se produire le 1er mai 1926.

### Mort
Le 27 avril 1926, Bessie Coleman se rend à Jacksonville. Le lendemain, son nouvel appareil, piloté par William D. Wills, arrive en provenance de Dallas. Le Curtiss JN-4 qu'elle a acheté est un ancien modèle et au cours du trajet de Dallas à Jacksonville, Wills a dû faire deux atterrissages forcés à cause de défaillances techniques. Le moteur est usé et a été si mal entretenu qu'il ne développe plus qu'une puissance de 60 chevaux au lieu des 90 habituels.
Le matin du 30 avril, Bessie retrouve William D. Wills pour un vol de reconnaissance qui doit lui permettre de choisir un bon emplacement pour le saut en parachute inscrit au programme du lendemain. William Wills prend les commandes de l'avion tandis que Bessie Coleman s'installe dans le siège arrière. Elle n'attache pas sa ceinture de sécurité car elle souhaite regarder par-dessus le rebord du cockpit pour examiner le terrain. Après environ dix minutes de vol, l'avion accélère subitement pour une raison inconnue puis se met à piquer du nez avant de partir en vrille. À une altitude d'environ 500 pieds (150 m), il se retourne ; Bessie Coleman est éjectée de l'appareil et meurt instantanément lorsqu'elle percute le sol. William Wills ne parvient pas à reprendre le contrôle de l'avion et s'écrase dans un champ adjacent au terrain d'aviation.
La police arrive rapidement sur les lieux de l'accident, accompagnée de John Betsch, organisateur du spectacle. Afin de calmer ses nerfs, John Betsch, allume une cigarette mais l'allumette enflamme les vapeurs d'essence et l'avion s'embrase instantanément, le corps de Wills étant toujours coincé à l'intérieur. Il fut découvert plus tard qu'une clé à molette laissée dans le cockpit avait glissé dans les commandes de l'avion et les avait bloquées.

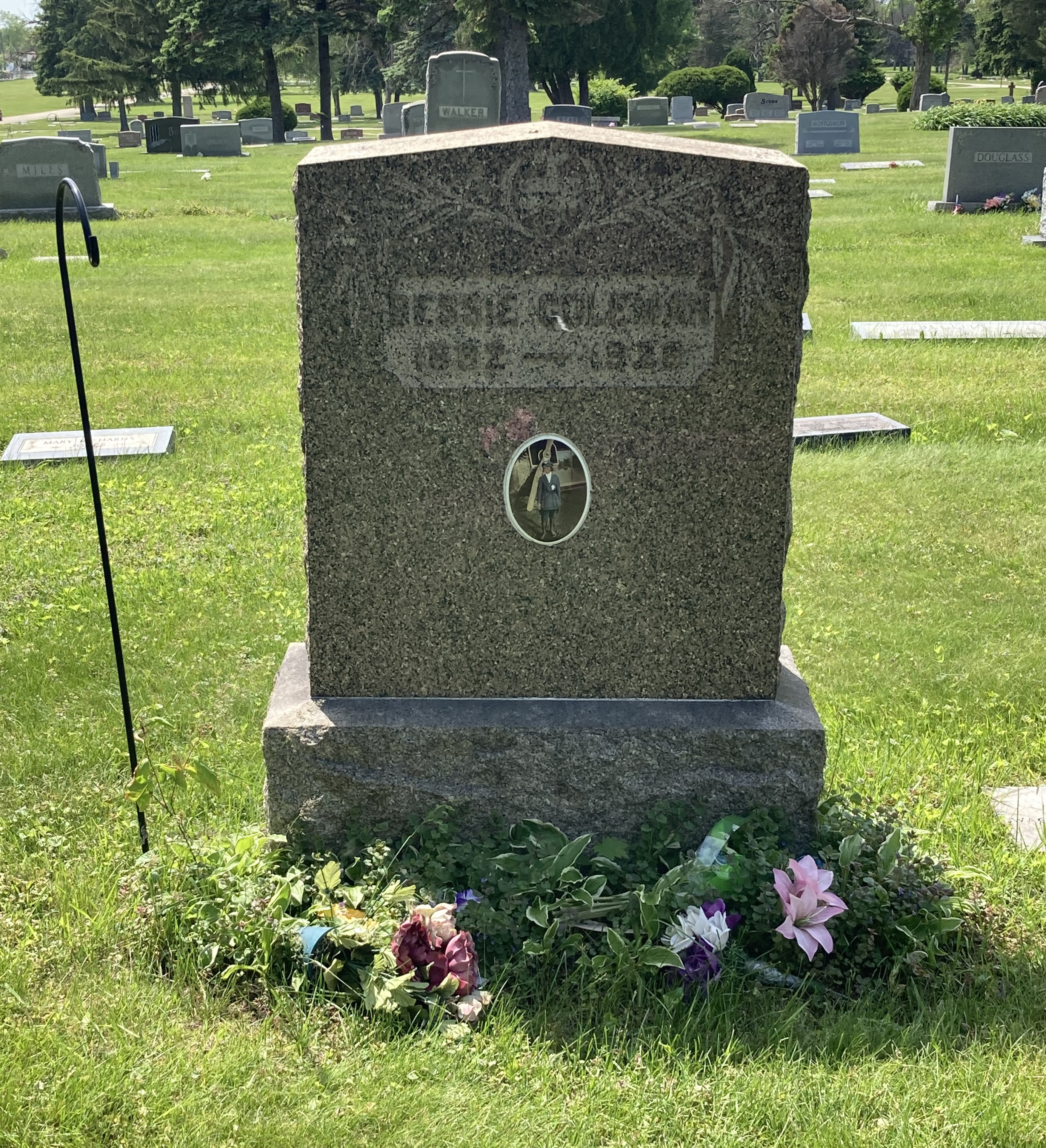
Tombe de Bessie Coleman au cimetière Lincoln de Chicago.

Après trois offices religieux célébrés à Jacksonville et Orlando, le corps de Bessie Coleman est transféré à Chicago où plus de 10 000 personnes viennent se recueillir devant son cercueil. Le 7 mai, un dernier hommage lui est rendu à la Pilgrim Baptist Church (en) avant qu'elle soit enterrée au cimetière Lincoln de Chicago.

## Hommages

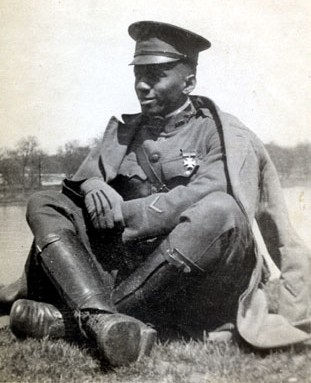
William J. Powell établit à la fin des années 1920 des écoles d'aviation portant le nom de Bessie Coleman pour former des pilotes afro-américains.

Le rêve de Bessie Coleman d'ouvrir une école d'aviation destinée à former des pilotes afro-américains devient réalité lorsque William J. Powell établit en 1928 le Bessie Coleman Aero Club et la Bessie Coleman Flying School à Los Angeles.
En 1931, un groupe de pilotes afro-américains originaires de Chicago survole le cimetière Lincoln en répandant des fleurs au-dessus de la tombe de Bessie Coleman. Le survol de sa tombe se poursuit les années suivantes avant que la tradition ne disparaisse après la retraite de tous les pilotes constituant le groupe d'origine. En 1980, Rufus A. Hunt relance la tradition en survolant la tombe de Bessie Coleman, rejoint en 1990 par d'autres pilotes de Chicago et des environs.

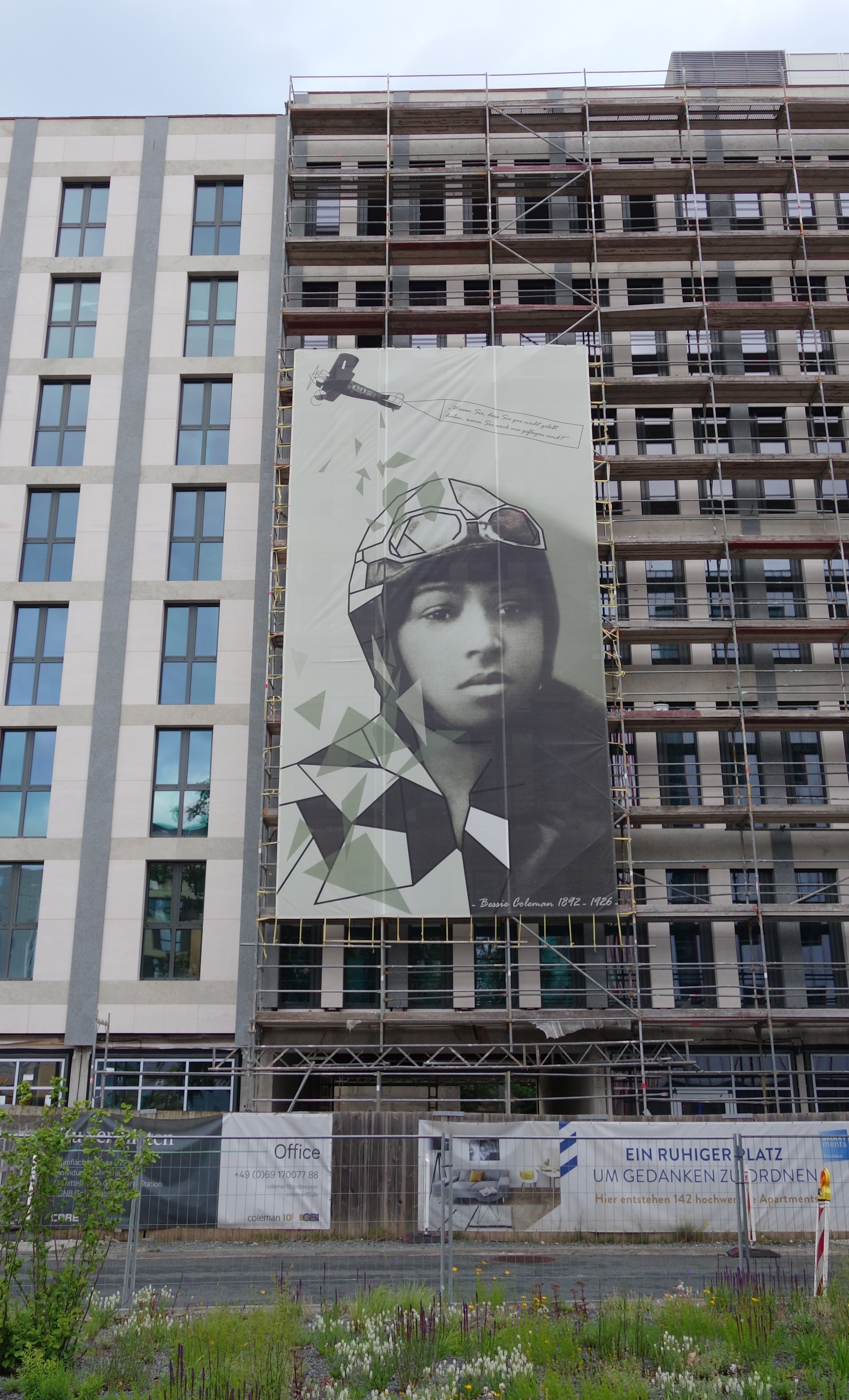
Bannière sur un échafaudage sur la Bessie-Coleman-Straße à l'aéroport de Francfort.

De nombreuses rues et lieux publics portent désormais son nom, à Waxahachie, Atlanta ou encore à Chicago. On retrouve également une rue Bessie-Coleman à Paris, dans le 20e arrondissement, ainsi qu'à Poitiers et à l'aéroport de Francfort. En 1992, le 2 mai est déclaré Bessie Coleman Day in Chicago par le maire de Chicago de l'époque, Richard M. Daley.
La poste américaine émet en 1995 un timbre lui rendant hommage dans la série Black Heritage et en 1997, lorsque le Congrès des États-Unis autorise la mise en circulation d'une nouvelle série de pièces de un dollar, l'artiste Daniel Carr propose un prototype faisant apparaître Bessie Coleman — les nouvelles pièces devant représenter une femme — mais c'est finalement Sacagawea, femme nord-amérindienne, qui est choisie pour figurer sur la série de pièces de un dollar désormais connue sous le nom de dollar Sacagawea.
Une espèce d'araignées, Ummidia colemanae, a également été nommée en son honneur.
En 2001, elle est honorée lors d'une cérémonie d'admission au musée vouée aux femmes américaines illustres du National Women's Hall of Fame et en 2006 lors de la cérémonie d'admission au musée du National Aviation Hall of Fame.
En 2020, les auteurs de bande dessinée Alain Henriet et Yann publient Night Hawk, premier tome d'une nouvelle série de bande dessinée inspirée de Bessie Coleman, intitulée Black Squaw.
En 2021, l'Union astronomique internationale donne son nom à une montagne située sur l'hémisphère sud de Pluton, Coleman Mons.